# Bogdan Radosavljević
Bogdan Radosavljević, né le 11 juillet 1993, à Jagodina, en Serbie, est un joueur allemand de basket-ball. Il évolue au poste de pivot.

## Biographie
En novembre 2019, Radosavljević signe un contrat de deux mois avec l'ALBA Berlin.

## Palmarès
- Finaliste de l'Universiade d'été de 2015